# عائلة صدام حسين
 · قصي صدام حسين - الابن الثاني لصدام حسين.

 · لُمى ماهر عبد الرشيد- زوجة قصي صدام حسين.

 · رغد صدام حسين - الابنة الأكبر لصدام حسين. زوجة حسين كامل.

 · عدي صدام حسين - الابن الأكبر لصدام حسين.

 · رنا صدام حسين - الابنة الثانية لصدام حسين. زوجة صدام كامل.

 · صدام كامل - زوج بنت لصدام. أخ حسين كامل

 · حسين كامل المجيد - زوج بنت لصدام حسين. أخ صدام كامل.
الجالسون من اليمين لليسار:

 · حلا صدام حسين - الابنة الثالثة والأصغر لصدام حسين.

 · صدام حسين

 · ساجدة طلفاح - الزوجة الأولى لصدام حسين.

عائلة صدام حسين هم صدام حسين المجيد التكريتي وزوجته وأولاده وأصهاره، كان صدام من عائلة ترعى الغنم. تزوج والده من صبحة طلفاح المسلط عندما كانا في سن المراهقة وكلاهما ينتمان لعشيرة البيكات، وهو فرع من قبيلة ألبو ناصر. اختفى والده حسين المجيد قبل ولادته بعدة أشهر، لصدام أخ وحيد شقيق توفي في الثالثة عشرة من عمره بسبب مرض السرطان.
بعد وفاة زوجها، تزوجت صبحة من (إبراهيم الحسن) الذي كان راعي خراف. في حين أدعت مصادر محلية أنه كان قاطع طرق وكان من عائلة فقيرة. أنجبت صبحة ثلاثة أبناء آخرين من إبراهيم وبنتين. ورتبت صبحة فيما بعد لصدام أن يتزوج ابنة شقيقها خير الله عندما كانا مراهقين، رغم أنهما لم يتزوجا حتى عام 1963، وكان صدام يبلغ من العمر 26 عاما.

## والدة صدام وأخواله وعائلاتهم
تنحدر عائلة طلفاح من (طلفاح المسلط) حفيد أمير تكريت عمر بك الثالث وكان ضابطا بالجيش، توفي طلفاح بعد سنوات قليلة من ولادة صبحة (والدة صدام حسين) أنجب طلفاح من الأبناء: صبحة، وخير الله، وعبد اللطيف، وبدرة.

### عائلة صبحة
تزوجت صبحة من حسين عبد المجيد وأنجبت منه:
- ابن مجهول توفي عام 1937 بسبب السرطان عن عمر يناهز 13 عامًا.

- صدام، رئيس العراق من 1979 إلى 2003. وقبل ذلك، كان نائباً للرئيس خلال السبعينيات. تزوج من ابنة خاله ساجدة طلفاح وله خمسة أبناء.

تزوجت صبحة بعد وفاة زوجها الأول (حسين عبد المجيد) من إبراهيم الحسن محمد وأنجبت منه:
- سبعاوي (مدير الأمن العام)، وله من الأبناء: أيمن و إبراهيم.
- برزان (رئيس جهاز المخابرات العامة العراقية) وله من الأبناء: سجى، تزوجت لفترة وجيزة من عدي حسين في عام 1993.
- وطبان (وزير الداخلية العراقي السابق).
- سهام (رئيسة اتحاد المرأة العراقية لفترة وجيزة).[4] تزوجت من أرشد ياسين وهو طيار والحارس الشخصي لصدام.

### عائلة خير الله
خير الله طلفاح (1919–1993)، أمين بغداد من 1979 إلى 1981. تزوج من ليلو وهيب وأنجب منها:
- ساجدة (مواليد 1944)، زوجة صدام حسين والسيدة الأولى للعراق من 1979 إلى 2003. كانت معلمة في مدرسة ابتدائية قبل الزواج من صدام.

- عدنان (1940-1989)، وزير الدفاع في الفترة (1977-1989)، قُتل في حادث تحطم طائرة هليكوبتر في حين ذكرت مصادر أخرى أنه تم اغتياله.

- إلهام (1955–1999)، زوجة برزان إبراهيم التكريتي، توفيت بمرض السرطان عام 1999.

تزوج خير الله للمرة الثانية من مع فاطمة حسن المجيد وأنجب منها:
- لؤي، وكان من المقربين من عدي إبن صدام. وبحسب ما ورد كان يعاني من مشاكل صحية حادة بسبب إفراطه في الشرب.

### عائلة عبد اللطيف
أنجب عبد اللطيف ولدين:
- رافع (1954–)، مدير الأمن العام
- هاني (1962–)، مدير جهاز الأمن الخاص.

## عائلتة صدام

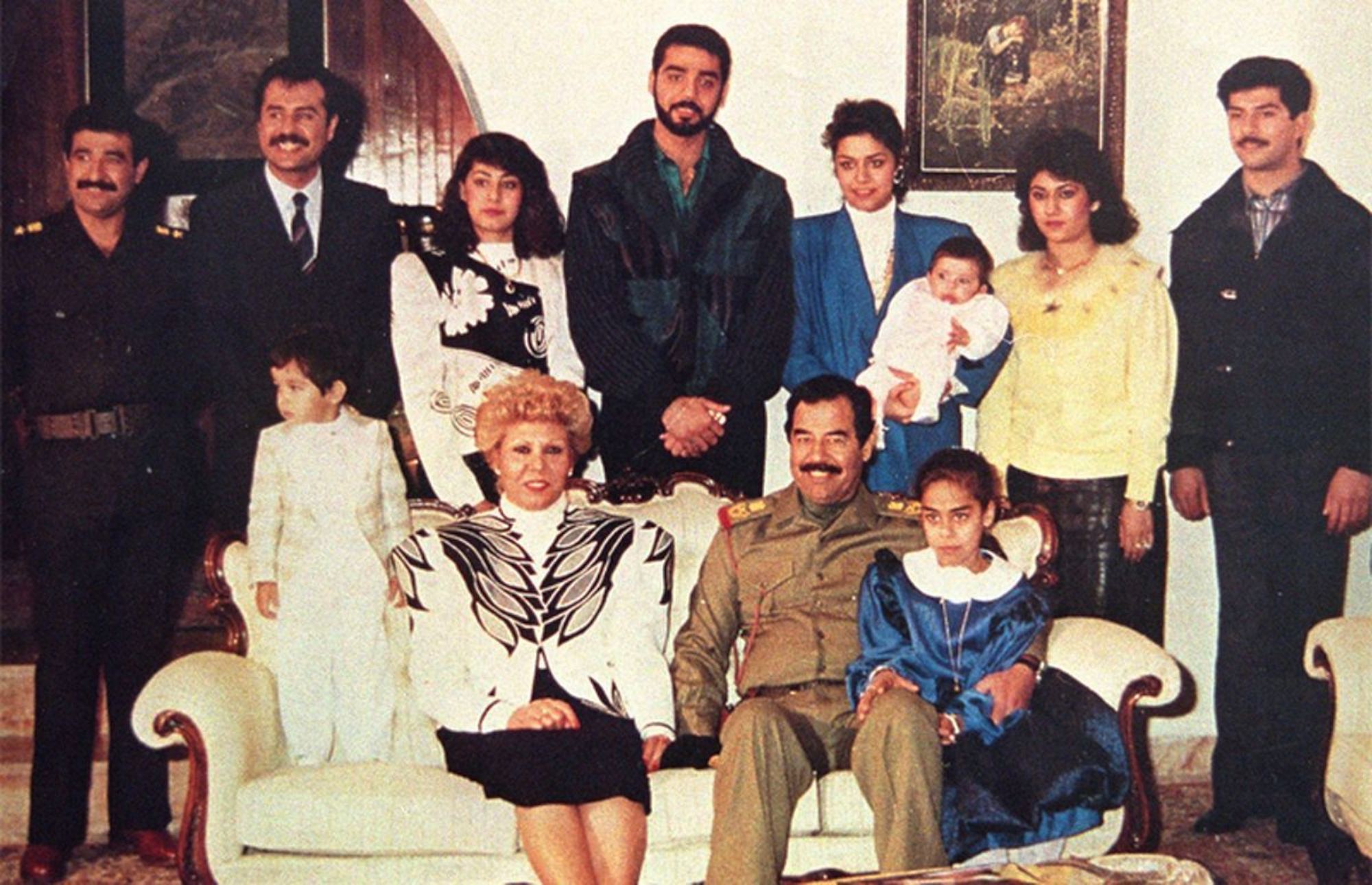
الواقفون (من اليمين لليسار):
•قصي صدام حسين - الابن الثاني لصدام حسين.
•لُمى ماهر عبد الرشيد- زوجة قصي صدام حسين.
•رغد صدام حسين - الابنة الأكبر لصدام حسين. زوجة حسين كامل.
•عدي صدام حسين - الابن الأكبر لصدام حسين.
•رنا صدام حسين - الابنة الثانية لصدام حسين. زوجة صدام كامل.
•صدام كامل - زوج بنت لصدام. أخ حسين كامل
•حسين كامل المجيد - زوج بنت لصدام حسين. أخ صدام كامل.
الجالسون من اليمين لليسار:
•حلا صدام حسين - الابنة الثالثة والأصغر لصدام حسين.
•صدام حسين
•ساجدة طلفاح - الزوجة الأولى لصدام حسين.
•أطفال غير معروفون (الجالسون على الأريكة).

- صدام حسين: (1937-2006)، رئيس الجُمهُورية العِراقية من عام 1979 حتى 2003، ساجدة طلفاح، زوجته الأولى والسيدة الأولى سابقاً.[2][3]
  - عدي صدام حسين: (18 يونيو-1964- 22 يوليو 2003)،[5][6] رئيس فدائيي صدام، واللجنة الأولمبية الوطنية العراقية، ورئيس قناة الشباب التلفزيونية وجريدة بابل،[6] في الأصل هو ابن صدام المفضل وقد شد عليه لكي ينجح لكن في نهاية المطاف سقط ويعلل ذلك بسبب سلوكه غير المنتظم، لقد تزوج من ابنة عزة إبراهيم الدوري، لكن لاحقاً طلقها. لكن في عام 2012 ظهر شاب في تركيا يدعي أنه حفيد صدام حسين وابن عدي صدام حسين، ويطالب الحكومة العراقية بثروة أبيه وجده وهي بالمليارات، ويقول أن أمه قد ذهبت إلى بغداد في عام 1982 واشتركت في مسابقة جمال وفازت بها وكان عدي وصدام حسين حاضران في تلك الحفلة، وقد أعجب عدي بها وتزوجها وعاشت أول ثلاثة أشهر في القصر وكانت تعيش حياة فارهة، وبعد ثلاث أشهر قام عدي بتعنيفها وضربها وإهانتها فلم تتحمل وذهبت إلى تركيا وكانت حامله منه فإنجبت منه ولداً واسمته مسعود، وقد تعرض لحادث بعد فترة وجيزة في تركيا.[7][8][9]
  - قصي صدام حسين: (17 مايو 1966 -22 يوليو 2003)، الثاني في قيادة الجيش، خلف والده، وقائد الحرس الجمهوري العراقي والأمن الخاص، وعضو القيادة القطرية في حزب البعث، والنائب الثاني للرئيس العراقي في أمانة سر المكتب العسكري والذي يعد منصباً أعلى من منصب وزير الدفاع والداخلية من الناحية العملية، ومشرف مجلس الأمن الوطني الذي يضم وزيري الدفاع والداخلية ورؤساء الأجهزة الأمنية والاستخباراتية. وهو كان الشخص المعتمد الناجح عند صدام. لقد تزوج مرة واحدة من لمى ماهر عبد الرشيد ابنة الضابط العسكري الكبير وانجب ثلاثة أطفال. وقد طلقها لاحقاً، وقد قتل أحد اطفاله وهو مصطفى قصي صدام حسين معه في 22 يوليو، 2003 في الموصل خلال أشتباك مع القوات الأمريكية.[10][11][12]
  - رغد صدام حسين: (2 سبتمبر، 1968)، هربت بعد الحرب إلى عمان، الأردن واستقبلت من قبل العائلة الملكية،[13][14][15] وكانت متزوجة من حسين كامل المجيد ولديها ولدان وثلاث بنات.[16] ونشرت الجزيرة في 2005 أن رغد تنوي مغادرة الأردن لتنضم مع والدتها وأختها في الدوحة.[17]
  - رنا صدام حسين: (1969)، تزوجت من صدام كامل وانجبت أربعة أطفال من هذا الزواج، وهم كل من أحمد، وسعد، وحسين، وقد أصيبت في فترة لاحقة بفصام.[18][19]
  - حلا صدام حسين: الابنة الثالثة لصدام وأصغر واحدة، معلومات شحيحة معروفة عنها، ابوها رتب لها أن تتزوج القائد العسكري جمال مصطفى عبد الله سلطان التكريتي في عام 1998. وهي سافرت مع اطفالها وأخواتها إلى الأردن، على الرغم أن هنالك مصادر تتدعي أنها من الممكن أن تكون في قطر مع أمها، وأنها تزور أخواتها في الأردن بين الحين والأخر، ولا يزال زوجها جمال مصطفى قيد الاعتقال في العراق مع من تبقى من القيادة العراقية في زمن الرئيس العراقي صدام حسين.[3]
- من سميرة الشابندر:[2] زوجة المدير العام للخطوط الجوية العراقية[20] ويقال أن صدام حسين كان قد تزوجها سراً وأنجب منها ولداً اسماه علي... إلا أن السيدة رغد صدام حسين قد نفت ذلك كله في مقابلة تلفزيونية.
  - علي صدام حسين:[21] (غير معروف، مصادر تدعي أما 1983 أو 1987)، هو ابن ثالث انجبه من زواجه بسميرة الشهبندر في عام 1982، لكن كان يُحرم ذكره، وكان عُدي يكرهه جداً وفقاً لما ذكره سكرتيره الشخصي،[22][23] وقد تعرضت صحافية إشارت إليه في مقال إلى تهديدات بالقتل، بالإضافة إلى ابن لسميرة الشاهبندر من زوجها السابق نور الدين الصافي، ويقال أنه يقيم حالياً في أستراليا.[3] وكانت زوجة صدام الثانية سميرة الشاهبندر قد قالت في مقابلة أن زوجها يتصل بها أو يكتب لها وإنها حصلت على إذن من السلطات الفرنسية بأن تنتقل للعيش في فرنسا مع ابنها علي وإنها تتوقع الانتقال إلى باريس عن طريق سوريا مع ابنهما علي بعد سقوط بغداد في أبريل عام 2003.[24] وهنالك مصادر تقول أن سميرة الشاهبندر تعيش حالياً في لبنان.[25]
- تزوج عام 1990 من نضال الحمداني،[محل شك] التي كانت مسؤولة في وزارة الصناعة، ومن إيمان ملا حويش عام 2001 والتي كانت موظفة[26]

### عشيرة البيكات
ينتسب صدام إلى عشيرة البيكات التي اُشتهر منها مسؤولون في الحكومة العراقية في عهد أحمد حسن البكر ثم صدام.
| فخذ البو خطاب                  | فخذ البو عبد الغفور                                 | فخذ البو مسلط                      | فخذ البو بكر   | فخذ البو عبد المنعم              | فخذ البو نجم           | فخذ البو موسى الفرج |
| ------------------------------ | --------------------------------------------------- | ---------------------------------- | -------------- | -------------------------------- | ---------------------- | ------------------- |
| وطبان وبرزان وسبعاوي وعبد حمود | صدام حسين وحسين كامل وصدام كامل وروكان وبرزان وجمال | خير الله وساجدة وعدنان ورافع وهاني | أحمد حسن البكر | لمى بنت ماهر عبد الرشيد زوجة قصي | أرشد ياسين وكامل ياسين | فاضل البراك         |

## علي ابن صدام
ذُكر أنّ صدام حسين له ابن مِن زوجته سميرة الشابندر وُلد عام 1983، وفي 7 نيسان عام 2004 ذُكر اسمه في قائمة لمجلس الأمن، وقال عباس الجنابي السكرتير الخاص لعدي صدام إن لصدام ابناً ثالثاً كان يحظى برعاية خاصة جدا من والده وهنالك الكثير من الخدم والحراسات والسيارات المرافقة له. أعلنت وزارة المالية الأمريكية عن تجميد حسابات عائلة صدام حسين، ومنهم علي ابن صدام من زوجته سميرة الشابندر>

### نفي
سئل علي النِّدا حسين العمر في سنة 2007م، وكان حينئذٍ شيخَ عشيرة البيكات التي ينتسبُ إليها صدام، سئل الشيخ عن عدد زوجات صدام فقال «صدام لم تكن له إلا زوجتين، الأولى أم عدي وقصي وهي ساجدة خير الله طلفاح، والثانية تزوجها بعد فترة وهي (سميرة الشاهبندر) وتزوجها وعمرها 40 عاماً تقريباً، ولم تنجب منه أولاد»، وسئل عن علي ابن سميرة الشابندر، الذي يقال إنه ابنها من صدام حسين، فقال «لا.. لا يوجد لا أمُّ علي ولا أي شيء من هذا القبيل، فهو لم يتزوج إلا أمَّ عدي، أما الشاهبندر فكانت كبيرة في السن وغير متأكدين من أنه أنجب منها، ولها ابن طيار من زوجها السابق، ولا أعرف أين تعيش حالياً، وحتى إعلان الزواج لم نعرف به ولكننا سمعنا عنه، وهذه قضية شخصية خاصة به». وأُذيعت في قناة العربية، يوم 19 شباط سنة 2021، مقابلة مع رغد بنت صدام حسين، سُئلتْ عما يقال إن لصدام ابناً غير معلن عنه رسمياً، فقالت «والدي قال لوالدتي على المائدة: يا ساجدة أنا عندي 5 أبناء هم عدي وقصي ورغد ورنا وحلا، وأخاف أن يأتي يوما يقول فيه أحدهم أنه ابني».

## وصلات خارجية
- السجل المدني لعائلة صدام، في مديرية الجنسية بالكرخ في بغداد، وفقاً لحميد عبد الله في برنامجه_الحلقة «سائق صدام حسين يتحدث عن ايامه الاخيرة مع الرئيس، تلك الايام مع د.حميد عبد الله»، الدقيقة 6:50.